# Нуга
Нуга́ (фр. nougat) — кондитерское изделие, традиционно изготовляемое из сахара или мёда и измельчённых либо цельных жареных орехов — миндаля, грецких или лесных орехов (но не из арахиса). Консистенция нуги может значительно варьировать — от мягкой до твёрдой, в зависимости от состава.
Для придания нуге различных вкусовых и ароматических оттенков в изделие добавляют лимонную цедру, корицу, ваниль, сухофрукты, цукаты, шоколад.
Иногда нуга используется как компонент в других кондитерских изделиях.

## История
Слово «нуга» происходит от французского «nougat», которое восходит к латинскому «nux» или «nucis» — орех, орехи. Нуга буквально — «сделанное из орехов».
Нуга упоминается в источниках ещё с X века, где говорится о её приготовлении в Персии и странах Центральной Азии (в Бухаре). В странах Южной Европы, куда она была завезена с Ближнего Востока, нуга появилась приблизительно в XV веке, где до сих пор является одним из атрибутов рождественских праздников. В Персии, разновидность нуги, называемая гяз — традиционна с давних времён; остаётся очень популярной и в современном Иране.

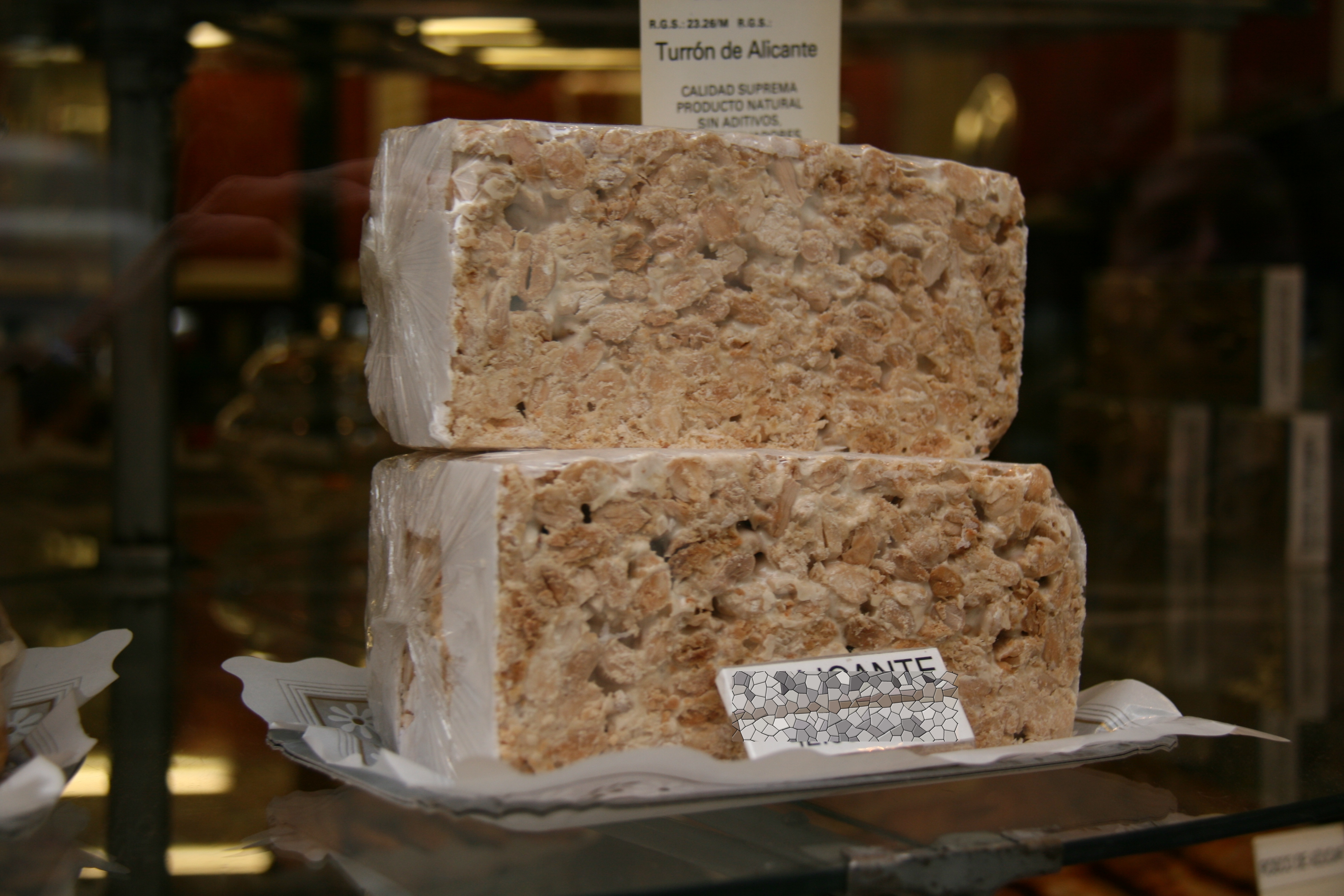
Нуга из Испании: туррон-де-Аликанте

Традиционно нугу производят в Испании (где она называется туррон), в Италии (город Кремона), во Франции (город Монтелимар) и Бельгии. Нуга может использоваться как компонент в различных рецептах.
В США нугой называют один из ингредиентов шоколадных батончиков (таких, как «Mars», «Nuts», «Snickers»), который значительно отличается от традиционного рецепта и часто включает кукурузный сироп, желатин и арахис.

## Виды
- Белая — изготавливается из яичных белков, сахарного сиропа и орехов[3].
- Коричневая — (нуга-шоколад и тёмная пралиновая) изготавливается на основе карамелизированного сахара различных видов, обжаренных орехов, какао. Она более твёрдая, иногда хрустящая. Темная нуга обязана своим происхождением массе из Турина под названием «Джандуйя», под этим же названием масса известна и в романском регионе.
- Туррон — испанский вариант белой нуги; отличается содержанием миндаля, количество которого в турроне должно быть не менее 50 %.
- Турецкая нуга — часто называют «турецким мёдом» (это название иногда ошибочно относят и к рахат-лукуму). Сладкий продукт, нарезанный в форме ромбов, часто индустриального производства.
- Монтелимар-нуга — продукт из города Монтелимара в северном Провансе, рецепт которой предположительно завезли древние греки через марсельский порт. Первые упоминания такой нуги относятся примерно к 1700 году (имеются в виду «ореховые пироги», хотя в Монтелимаре предпочитают другое объяснение названия: нуга, что в переводе означает «ты изнеживаешь нас»). В состав монтелимарской нуги входят лавандовый мёд, сахар или сахарная пудра, обжаренный миндаль, фисташки и сироп глюкозы.
- Белое Рождество — австралийский вариант нуги из сухофруктов, орехов и рисовых шариков, а также белого шоколада или кокосового масла с сухим молоком в качестве связующего материала[4].